# Jaacunga spatulatus
Jaacunga spatulatus är en insektsart som beskrevs av Delong 1946. Jaacunga spatulatus ingår i släktet Jaacunga och familjen dvärgstritar. Inga underarter finns listade i Catalogue of Life.